# ザ・バード・アンド・ザ・ビー
ザ・バード・アンド・ザ・ビー(The Bird and the Bee)は、ロサンゼルス出身の2人組の音楽ユニット。シンガーソングライターであるイナラ・ジョージ("the bird")と、音楽プロデューサーでありキーボーディストであるグレッグ・カースティン("the bee")から成る。バンド名はセックスの婉曲な言い方である「鳥や蜂」(the bees and the birds) からきている。
イナラは大学を卒業後、いくつかのバンドを経て2005年にシンガーとしてソロ・デビュー作『All Rise』を発表。そのデビューアルバム制作中にグレッグとイナラは初めて出会い、ジャズ風のエレクトロ・ポップをチームで作り始める。
2006年10月31日にデビュー曲「Again and Again and Again and Again」を、2007年1月23日に最初のアルバムである『The Bird and the Bee』を、ブルーノート・レコードから発売した。

## ディスコグラフィ

### スタジオアルバム
- The Bird and the Bee (2007)
- Ray Guns Are Not Just the Future (2009)
- Interpreting the Masters Volume 1: A Tribute to Daryl Hall and John Oates (2010)
- Recreational Love (2015)